# Ilhéu

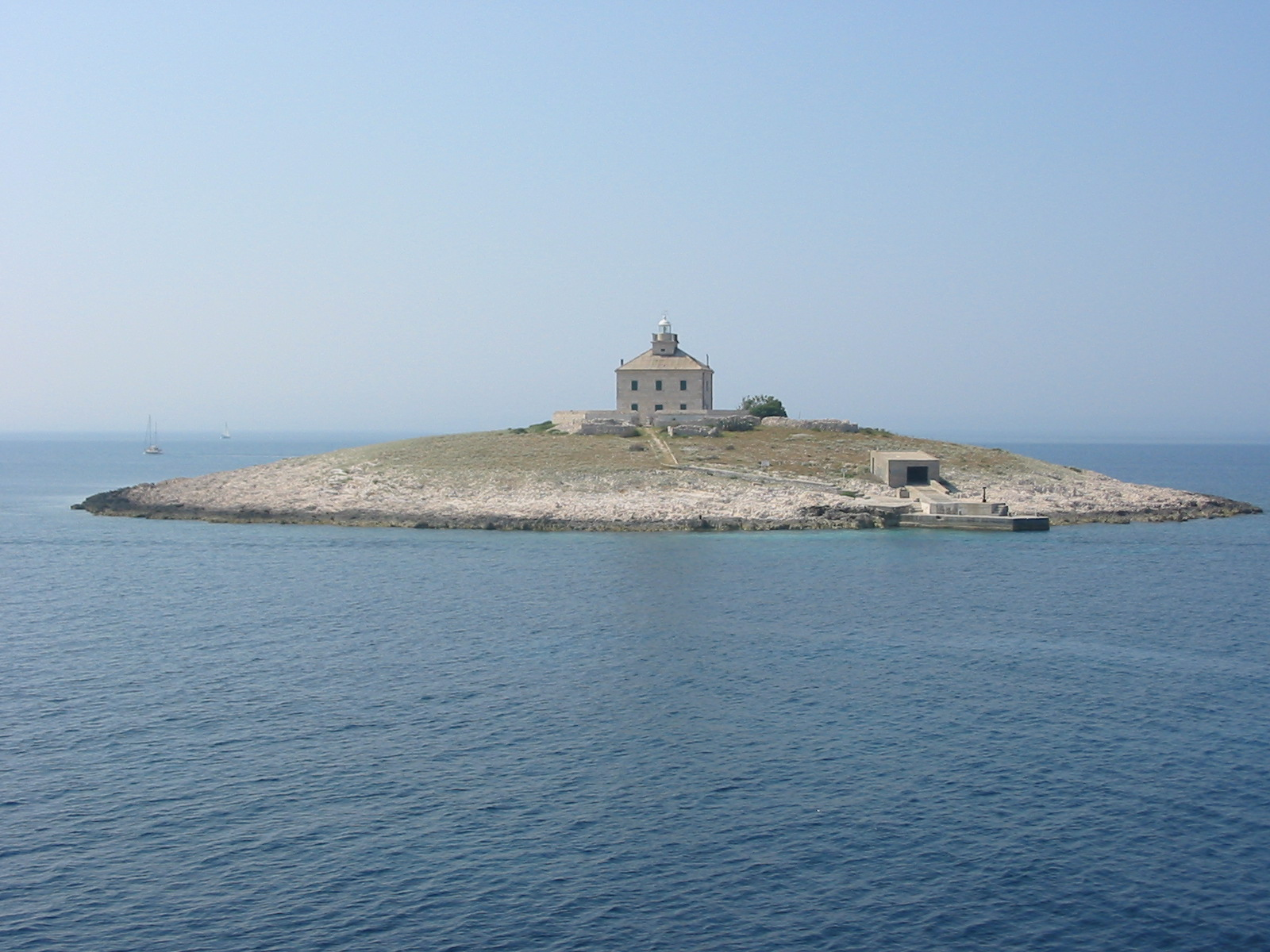
Ilhéu na Croácia.

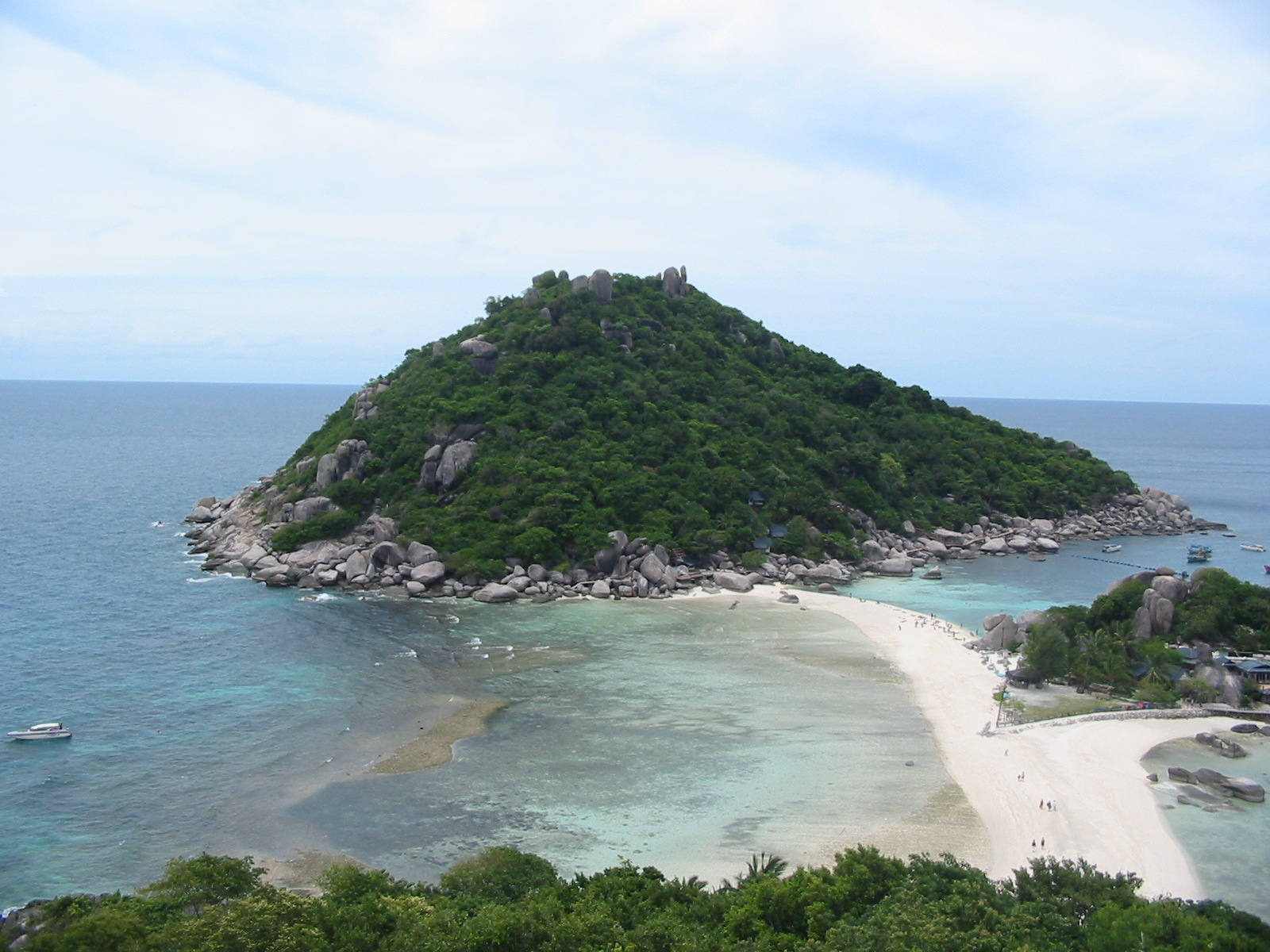
Ilhéu na Tailândia.

Um ilhéu é uma ilha de dimensão reduzida ou um rochedo no meio do mar, também dito ilhota. farilhão ou farelhão. É geralmente o resultado de um processo de erosão.

## Tipos
- Ilhéu temporário — ilhéu que emerge somente na maré baixa; ilhéu que durante a maré baixa se conecta por uma faixa de areia ao continente ou a uma ilha maior.
- Ilhota satélite — pequena porção de terra isolada por água, situada ao lado de uma ilha principal e maior.
- Rochedo — um tipo de ilhota não habitável composta de rocha emersa, a qual possui no máximo alguma vegetação rasteira.
- Banco de areia — ajuntamento de areia em virtude de corrente marinha ou fluvial, coberta por alguma vegetação rasteira.
- Roca — um rochedo vertical, que sai abruptamente do um lago ou do mar.
- Ilha fluvial — pequena ilha dentro do curso de um rio.
- Cayo — um ilhéu formado por uma estrutura coralina.